# Châle du Cachemire
 (juin 2024).
La mise en forme du texte ne suit pas les recommandations de Wikipédia : il faut le « wikifier ».
Les points d'amélioration suivants sont les cas les plus fréquents. Le détail des points à revoir est peut-être précisé sur la page de discussion.
- Les titres sont pré-formatés par le logiciel. Ils ne sont ni en capitales, ni en gras.
- Le texte ne doit pas être écrit en capitales (les noms de famille non plus), ni en gras, ni en italique, ni en « petit »…
- Le gras n'est utilisé que pour surligner le titre de l'article dans l'introduction, une seule fois.
- L'italique est rarement utilisé : mots en langue étrangère, titres d'œuvres, noms de bateaux, etc.
- Les citations ne sont pas en italique mais en corps de texte normal. Elles sont entourées par des guillemets français : « et ».
- Les listes à puces sont à éviter, des paragraphes rédigés étant largement préférés. Les tableaux sont à réserver à la présentation de données structurées (résultats, etc.).
- Les appels de note de bas de page (petits chiffres en exposant, introduits par l'outil «  Source ») sont à placer entre la fin de phrase et le point final[comme ça].
- Les liens internes (vers d'autres articles de Wikipédia) sont à choisir avec parcimonie. Créez des liens vers des articles approfondissant le sujet. Les termes génériques sans rapport avec le sujet sont à éviter, ainsi que les répétitions de liens vers un même terme.
- Les liens externes sont à placer uniquement dans une section « Liens externes », à la fin de l'article. Ces liens sont à choisir avec parcimonie suivant les règles définies. Si un lien sert de source à l'article, son insertion dans le texte est à faire par les notes de bas de page.
- La présentation des références doit suivre les conventions bibliographiques. Il est recommandé d'utiliser les modèles {{Ouvrage}}, {{Chapitre}}, {{Article}}, {{Lien web}} et/ou {{Bibliographie}}. Le mode d'édition visuel peut mettre en forme automatiquement les références.
- Insérer une infobox (cadre d'informations à droite) n'est pas obligatoire pour parachever la mise en page.

Pour une aide détaillée, merci de consulter Aide:Wikification.
Si vous pensez que ces points ont été résolus, vous pouvez retirer ce bandeau et améliorer la mise en forme d'un autre article.

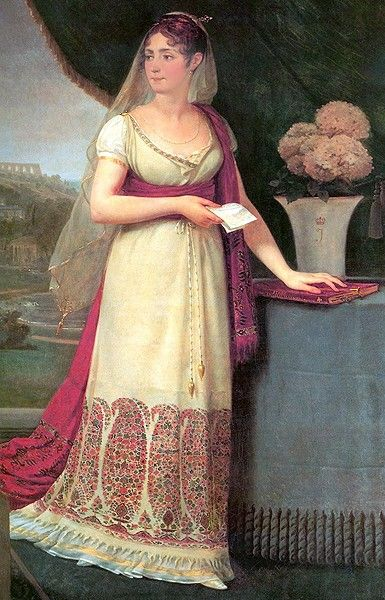
Portrait de l'impératrice Joséphine portant un châle du Cachemire et une robe confectionnée en étoffe de châle du Cachemire

Le châle du Cachemire, l'ancêtre du châle en cachemire ou du pashmina contemporain, est un type de châle caractérisé par son tissage particulier, et sa composition en fin duvet de shahtoosh ou de pashmina. Les variantes contemporaines incluent les châles pashmina et shahtoosh (souvent appelés de manière métonyme Pashmina et Shahtoosh ). À la fin du XXe siècle, ils ont été popularisés auprès de la classe moyenne grâce à des accessoires génériques en cachemire (plutôt qu'en pashmina de qualité supérieure) et aux châles raffal, tissés à la façon kashmiri, mais en utilisant une laine mérinos plus épaisse.
Apprécié pour sa chaleur, sa légèreté et son motif caractéristique de boteh, le commerce du châle du Cachemire est à l'origine de l'industrie mondiale du cachemire. Le châle a évolué vers son utilisation vestimentaire de haute qualité au XIIIe siècle et a été utilisé au XVIe siècle par les empereurs moghols et iraniens, à la fois personnellement et pour honorer les membres de leur durbar. À la fin du XVIIIe siècle, il arrive en Grande-Bretagne, puis en France, où son parrainage par la reine Victoria et l'impératrice Joséphine l'imposent comme un symbole exotique de luxe et de statut social. Le châle du Kashmir est depuis devenu un toponyme de la région du Cachemire elle-même (cachemire, du nom du Cachemire), inspirant les industries d'imitation de masse en Inde et en Europe, et popularisant le motif buta, aujourd'hui connu sous le nom de motif Paisley d'après les usines de Paisley, Renfrewshire, en Écosse, qui ont cherché à le reproduire.
Les principales caractéristiques du châle sont sa technique très particulière de tissage et l'utilisation pour sa confection d'un duvet particulièrement fin. Cependant, la définition du châle du Cachemire a évolué selon les époques et les lieux, en fonction de divers facteurs tels que la matière utilisée et son coût, la technique de tissage, l'usage final et le statut du propriétaire. Aujourd'hui, les châles shahtoosh ne sont plus fabriqués qu'en toute illégalité en raison de l'interdiction du commerce des produits fabriqués à partir de l'antilope du Tibet.
La définition du châle du Cachemire a evolué d'Inde en Occident. En Inde, le châle était porté par les hommes, la finesse du châle indiquant la noblesse ou une faveur royale. En Occident, selon la mode du moment, le châle du Cachemire a eu plusieurs statuts : portés à l'origine par les hommes, puis par les femmes, transmis en héritage lors du passage à l'âge adulte et lors du mariage d'une fille pour finir en accessoire de décoration. La définition a été galvaudée par la contrefaçon et l'imitation. Des universitaires, des vendeurs et des journalistes ont parfois utilisé à tort les mots cachemire et pashmina comme synonymes,, ou supposé qu'ils étaient identiques parce qu'ils proviennent du même animal. En réalité, le pashmina est une forme particulièrement fine de cachemire, de sorte que tout pashmina est du cachemire, mais que tout cachemire n'est pas du pashmina. À la fin du 19e siècle, des tisserands qui avaient émigré au Pendjab ont créé une industrie d'imitation, appliquant la technique du Cachemire à la laine mérinos. Les châles résultants ont été appelés raffal et ont été classés par certains comme une espèce de châles du Cachemire, bien que la laine plus épaisse signifie qu'ils n'ont pas la légèreté caractéristique du châle traditionnel du Cachemire. Plus récemment, à la fin des années 1990, les vendeurs d'Europe occidentale et d'Amérique ont adopté le terme si exotique de pashmina pour vendre des châles unis fabriqués à partir de cachemire générique. En conséquence, les associations avec le pashmina sont passées de la haute couture exclusive à la popularité de la classe moyenne en 2000,,.

## Matière

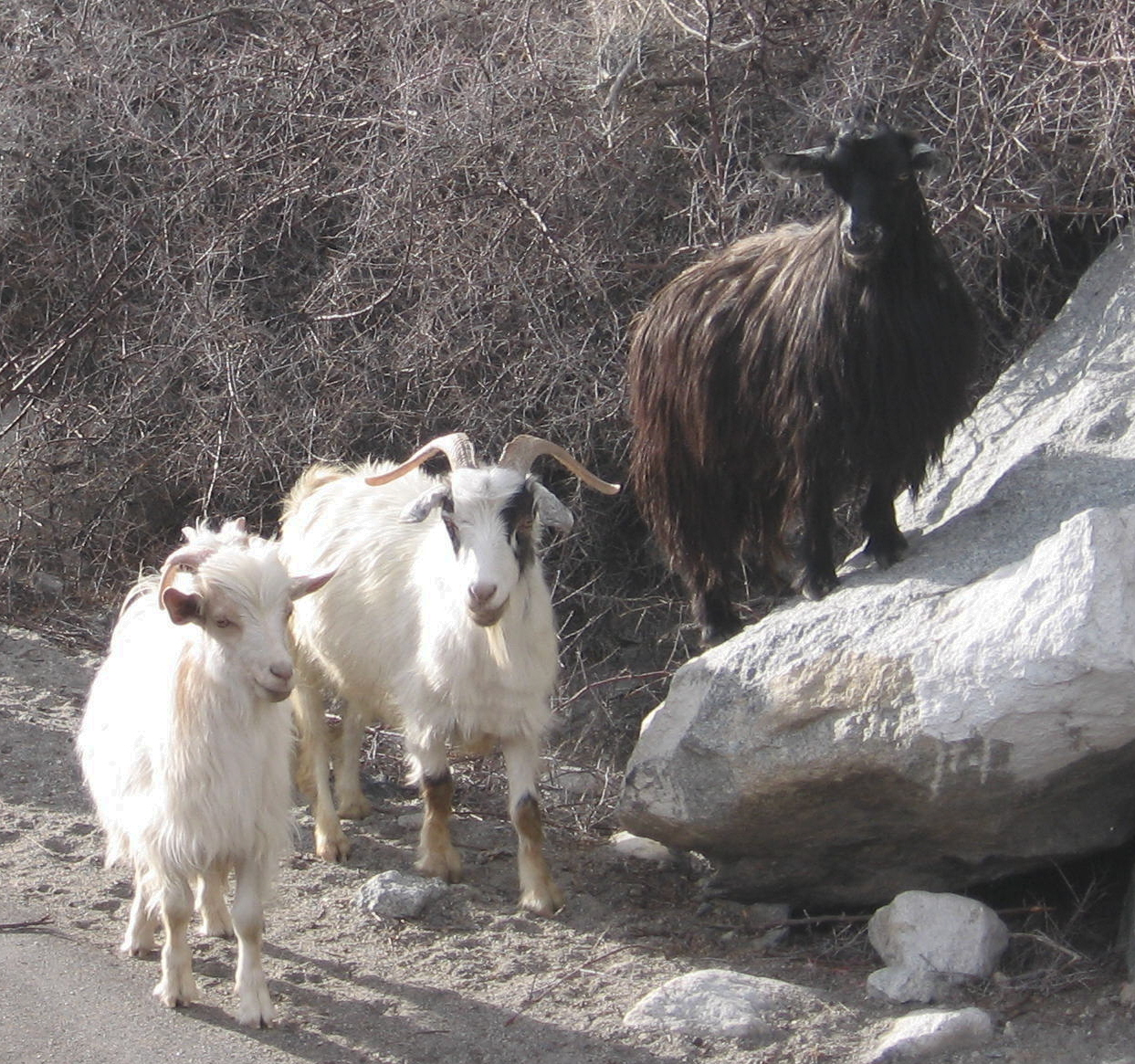
Chèvres Pashmina au Ladakh

Les châles du Cachemire sont traditionnellement fabriqués en shahtoosh ou en pashmina,.La laine de Shahtoosh provient du sous-poil duveteux du ventre de l'antilope du Tibet. Le duvet de pashmina provient du sous-poil de la chèvre changthangi, c'est donc une variété de cachemire. Néanmoins si la fibre de cachemire tire son nom de la patrie du châle du Kashmir, cachemire et pashmina ne sont pas synonymes : "tout pashmina est cachemire mais tout cachemire n'est pas pashmina". Ils sont tous deux issus du duvet de la chèvre capra hircus, mais le pashmina provient d'une sous-espèce particulière de chèvre, la chèvre changthangi, qui dans un environnement géographique précis, l'Himalaya, produit une fibre de cachemire exceptionnellement fine allant de 12 à 16 microns, tandis que le cachemire générique varie de 12 à 21 microns.
| Type de laine | Diamètre (µm) |
| ------------- | ------------- |
| Shahtoosh     | 10–12         |
| Pashmina      | 12–16         |
| Cachemire     | 12–21         |
| laine mérinos | 18–24         |

Les châles Shahtoosh sont fabriqués à partir du duvet de l'antilope tibétaine, qui, avec une moyenne de 7 à 10 microns de diamètre, sont les fibres animales les plus fines au monde. Ceux-ci ne provenaient que d'animaux sauvages, développés pendant les hivers rigoureux et déposés sur les rochers et les arbustes en été, d'où ils étaient collectés pour le tissage. Comme la finesse d'un châle en Inde était traditionnellement considérée comme une marque de noblesse ,ils étaient historiquement réservés aux membres de la royauté moghole. Au milieu du XVIIIe siècle, ils sont devenus populaires après avoir été utilisés par la reine Victoria du Royaume-Uni et l'impératrice Joséphine de France. À l'époque moghole, ils étaient connus sous le nom de "ring shawls ", car ils étaient extrêmement légers et suffisamment fins pour qu'un châle d'un mètre sur deux mètres puisse être passé tout entier à travers une bague. Ils restent connus de cette façon aujourd'hui. leur valeur se situant en moyenne entre 2 000 et 3 000 USD, mais pouvant aller jusqu'à 15 000 USD. Aujourd'hui, l'exportation de châles shahtoosh est interdite en vertu de la CITES, et leur production et leur vente sont interdites en vertu des lois sur la protection de la faune en Inde, en Chine et au Népal. Aux États-Unis, les lois nationales interdisent leur vente.

## Design

### Châle Kani
Le modèle standard du châle du Cachemire est le châle Kani, du nom du village de Kanihama où il a été produit à l'origine,. Il se caractérise par l'utilisation d'une variante de la "technique de la tapisserie sergé ", désignée comme telle en raison de sa similitude avec les techniques de tissage de la tapisserie européenne. Cependant, cette technique diffère du tissage de la tapisserie car le métier à tisser est horizontal au lieu de vertical, et son fonctionnement est plus proche du brocart. Les tisserands du Cachemire utilisaient une technique particulière, consistant à faire passer une trame par-dessus et par-dessous deux chaînes. L'utilisation de trames discontinues permettait de varier la couleur de la trame et de créer des zones de couleur distinctes, identiques sur les deux faces du tissu. Cette technique facilitait également la création de motifs complexes sur les châles, comme le buta,.

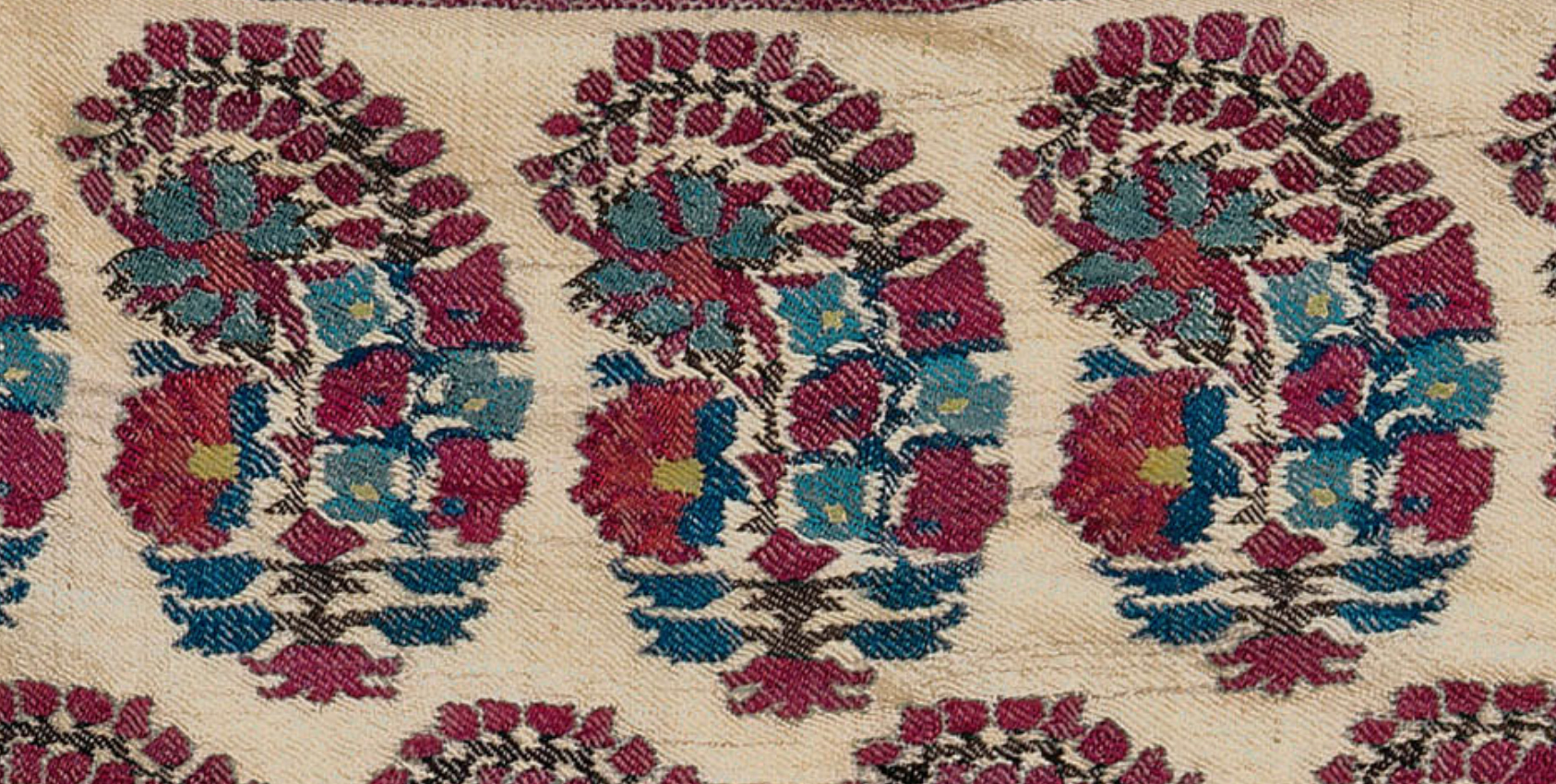
Un motif buta sur un châle kashmiri du XVIIIe siècle

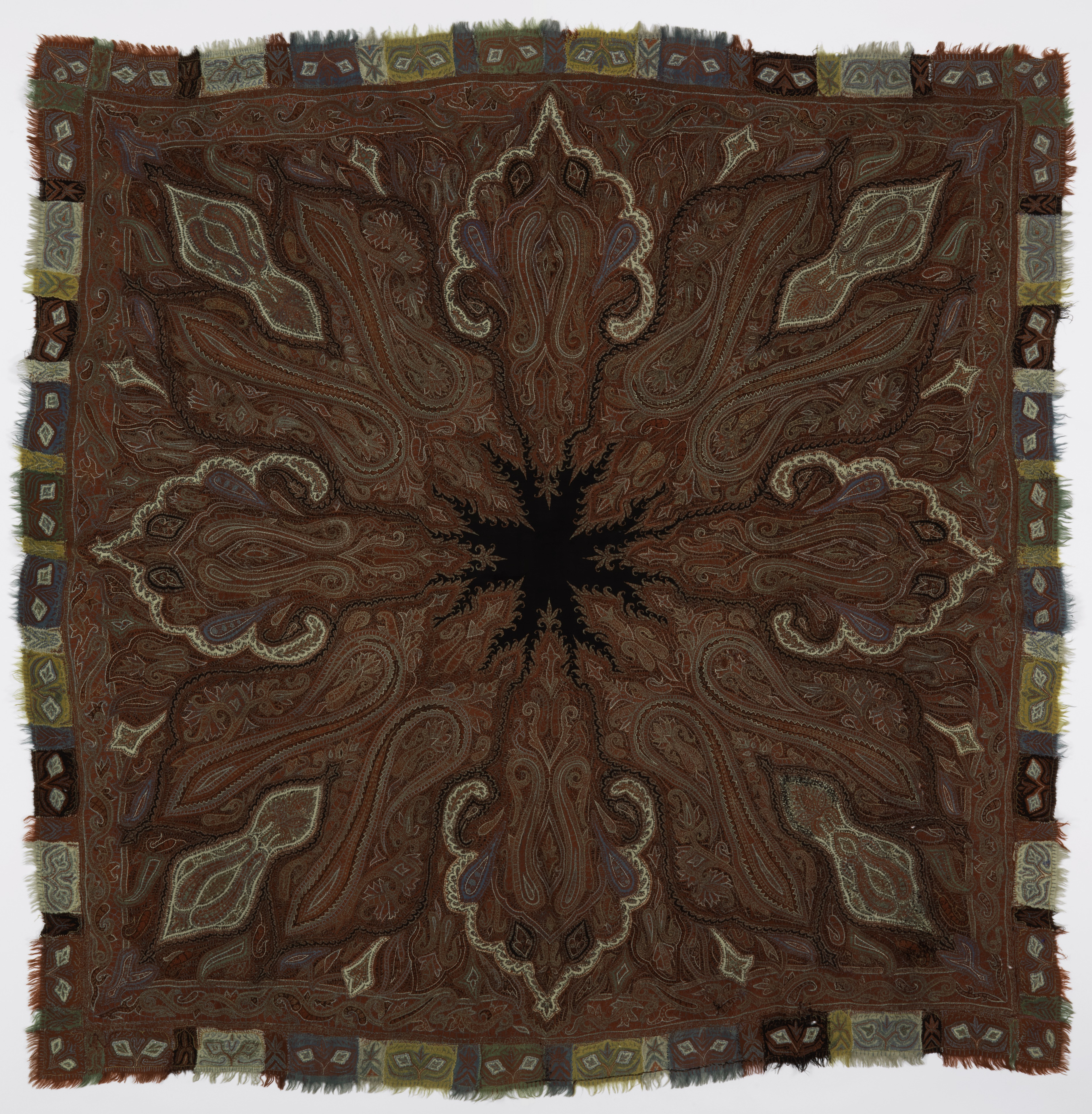
Châle du Cachemire du XIXe siècle

### Le Châle paisley
Le châle du Cachemire est étroitement associé au châle Paisley. Le motif cachemire, originaire du buta, tire son nom de la ville de Paisley en Écosse, devenue célèbre au début du XIXe siècle pour ses imitations de châles du Cachemire au motif buta. Après 1850, de nombreux anglophones se référaient à tout châle avec le motif buta, kashmiri ou autre, comme un châle Paisley.

## Histoire
Les origines du châle du Cachemire font l'objet d'un débat historique. Les premières mentions connues d'une industrie établie de tissage de châles remontent au 11e siècle de notre ère. L'industrie était probablement plus ancienne, certains ont suggéré que les châles du Cachemire étaient célèbres dès le 3e siècle av. J.-C., sous le règne d'Ashoka. Auparavant, les châles étaient utilisés comme un vêtement chaud et protecteur contre le froid. Au XIIIe siècle, les châles du Cachemire avaient gagné en statut et en qualité et étaient couramment utilisés comme articles de mode. Les châles étaient commercialisés auprès de l'élite dirigeante et des marchés étrangers. Au XIVe siècle, l'industrie a été dynamisée par le patronage enthousiaste du sultan Zain-ul-Abidin du Cachemire .

### XVIeauXVIIIesiècles

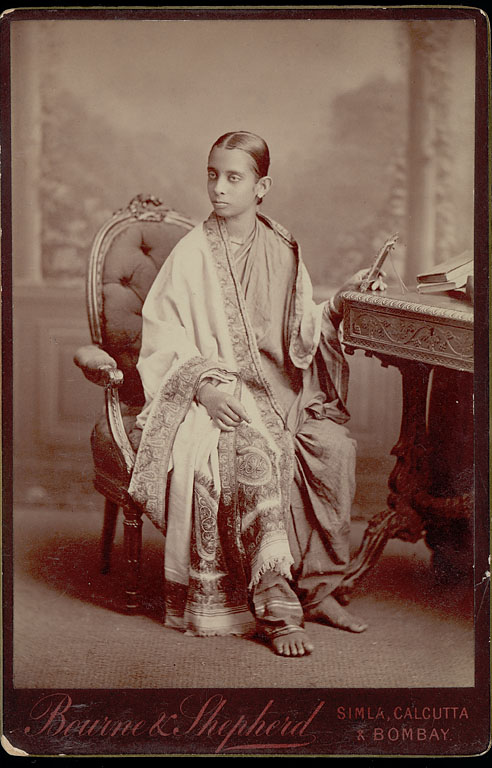
Femme hindoue de Bombay portant un châle du Cachemire

En 1526, Babur (1483-1530) fonde l'empire moghol en Inde et instaure la pratique consistant à donner des khil'at (ou "robes d'honneur", généralement fabriquées dans des tissus coûteux) aux membres de leur durbar pour indiquer un service élevé, une grande réalisation ou faveur royale. Sous Babur, le khil'at moghol était un ensemble de vêtements, qui pouvait comprendre un turban, un long manteau, une robe, une veste ajustée, une ceinture, un châle, un pantalon, une chemise et une écharpe.L'un ou l'ensemble de ces vêtements pouvait être fabriqué en pashmina et brodé en tissu d'or. En 1586, le Cachemire est conquis par le petit-fils de Babur, Akbar . À l'époque d'Akbar, une paire de châles du Cachemire faisait partie intégrante des cérémonies du khil'at . Akbar était également connu pour son amour des châles shahtoosh . Après avoir conquis le Cachemire, il a exigé qu'ils soient tissés en longueurs suffisantes pour couvrir tout le corps, donnant ainsi naissance au châle jamawar. Jusqu'au règne de Shah Jahan (1592–1666), les châles shahtoosh étaient réservés à la royauté moghole, seuls les châles pashmina, plus courants étant offerts à la noblesse en tant que khil'at .
Du XVIe au début du XXe siècle, les empereurs Safavides, Zand et Qajar d'Iran ont porté les étoffes du Cachemire et ont offert des châles du Cachemire comme khil'at dans le cadre de leurs pratiques politiques et religieuses. Au sein de l'élite iranienne, les hommes et les femmes portaient des étoffes du cachemire comme des vêtements ajustés, plutôt que comme un châle ample couvrant la partie supérieure du corps.
Aux XVIIe et XVIIIe siècles, les bouleversements politiques au Cachemire ont perturbé le commerce du châle. Le Cachemire est passé sous la domination afghane puis sikhe. En 1819, Ranjit Singh du Pendjab a conquis le Cachemire. Dans les années 1840, la cour de Ranjit Singh était richement décorée de châles et d'étoffes du Cachemire. Il encouragea les tisserands kashmiri à s'installer dans les villes du Pendjab et a utilisé les étoffes du Cachemire pour verser des allocations à ses fidèles, leur accorder des robes d'honneur et envoyer des cadeaux à d'autres souverains, notamment aux Britanniques.

### Dans le monde occidental
Le châle du Cachemire arriva en Europe vers la seconde moitié du XVIIIe siècle, par le biais d'anglais et de français actifs dans le sous-continent indien. Ces fonctionnaires offraient des châles du Cachemire à leurs épouses et à d'autres femmes de haut rang. Bien que ces châles en arrivent plus tard à être portés exclusivement par les femmes, ils étaient à l'origine exclusivement portés par des hommes, conformément à la pratique indienne.
Ces châles acquirent un statut quasi mythique à la suite de leur patronage par la reine Victoria du Royaume-Uni et l'impératrice Joséphine de France, cette dernière possédant une collection de trois à quatre cents châles du Cachemire,. L'article 10 du traité d'Amritsar, qui constituait l'État princier du Jammu-et-Cachemire, exigeait du maharaja du Cachemire Gulab Singh  qu'il envoie chaque année trois paires de châles du Cachemire au gouvernement britannique, pour les offrir à la reine Victoria. Avant même de devenir impératrice des Indes, la reine Victoria adopta la pratique moghole consistant à offrir des châles aux dignitaires en visite.

#### Dans l'Amérique duXIXesiècle
Dans les écrits anglais du XIXe siècle, malgré le fait que les châles étaient portés par les hommes, les châles cachemiris ont été codés comme des objets de luxe pour les femmes. Ils ont acquis le statut d'objets de famille, portés par une fille lors de son mariage et de son passage à l'âge adulte, et d'objets de famille que les femmes hériteraient plutôt que d'acheter. Leurs associations romantiques mais inexactes avec un "Orient mystérieux et immuable" ont été encouragées par le journalisme populaire.

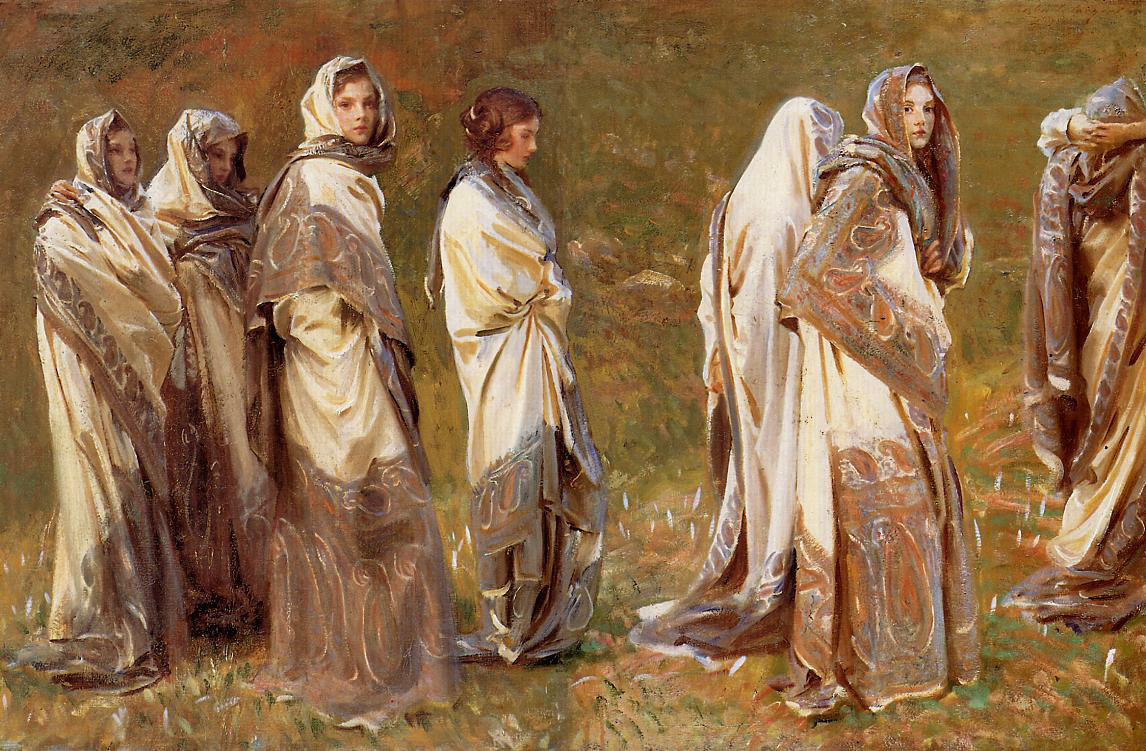
Peinture de John Singer Sargent de femmes portant des châles du Cachemire

En 1852, Charles Dickens écrivait dans le magazine Household Words que "si un article vestimentaire pouvait être immuable, ce serait le châle (du Cachemire) ; conçu pour l'éternité dans l'immuable Orient ; copié à partir de modèles qui sont les héritages de la caste ; et tissé par des fatalistes, pour être porté par les adorateurs de l'ancien vêtement, qui répugnent à l'idée du moindre changement". Dans les années 1780, il existait des centres de textiles d'imitation à Norwich, Édimbourg et Lyon, qui tentaient de recréer le châle du Cachemire. Au XIXe siècle, le châle original du Cachemire (et, dans une certaine mesure, les imitations européennes) était un article de mode incontournable de la haute société occidentale. Au fil du temps, les châles ont commencé à être considérés comme un rituel de retour pour l'homme européen revenant des Indes, réintégrant l'Angleterre et l'identité anglaise en remettant à une femme un vêtement généralement considéré en Inde comme étant porté par les hommes. Les châles du Cachemire en sont venus à jouer des rôles différents dans les deux sociétés : un symbole de statut social pour les hommes indiens et un accessoire de luxe pour les femmes de la noblesse européennes. Dans Vanity Fair, Jos Sedley revient du Bengale avec un "châle blanc en cachemire", signe qu'il s'agissait d'un original, les imitations étant généralement à motifs. Les châles à motifs pouvaient prendre jusqu'à 18 mois à fabriquer et étaient donc plus susceptibles d'être portés par la noblesse que la classe moyenne prospère.
Les châles du Cachemire en sont venus à évoquer le mariage de conte de fées pour les femmes bourgeoises. Dans le roman North and South (1854) d'Elizabeth Gaskell, Margaret, l'héroïne, porte un châle du Cachemire. Gaskell décrit le châle comme ayant une "odeur orientale épicée", un "toucher doux" et une "couleur brillante". Lorsque Margaret rencontre son futur mari, Gaskell décrit sa tenue comme étant complétée par "un grand châle indien qui pendait autour d'elle en plis lourds et qu'elle portait comme une impératrice porte sa draperie". 
En tant qu'objets de famille, les châles du Cachemire étaient considérés comme des articles de grande valeur. Comme la loi anglaise limitait les capacités des femmes à hériter de terres, le châle du Cachemire servait d'objet de grande valeur d'échange qu'une femme pouvait porter.

#### Dans la France duXIXesiècle

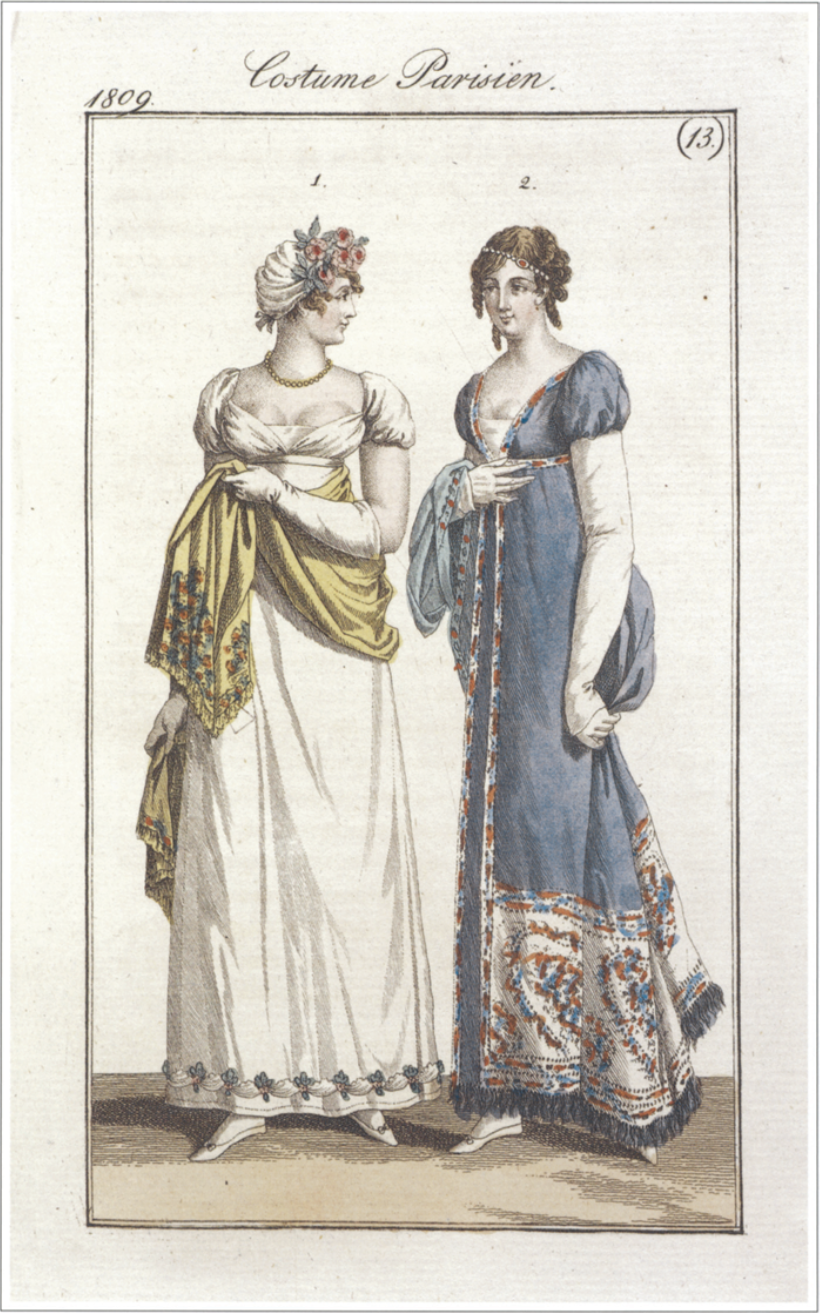
Dans cette gravure de mode française, la femme de droite porte une robe en étoffe de châle du Cachemire et un châle du Cachemire vert pomme, avec des gants blancs et des sandales blanches.

Le châle du Cachemire apparait pour la première fois dans les magazines de mode et les portraits français en 1790, mais n'arrive en quantité significative qu'après la campagne française d'Égypte et de Syrie (1798-1801). Lorsqu'on les lui présente pour la première fois, l'impératrice Joséphine écrit à son fils Eugène : « Je les trouve hideux. Leur grand avantage réside dans leur légèreté, mais je doute fort qu'ils deviennent un jour à la mode."  Cependant, elle change rapidement d'avis et collectionnera finalement entre trois ou quatre cents châles, certains en dentelle, gaze et mousseline, mais la plupart étant des châles du Cachemire. Les magazines français furent attentifs à ses styles vestimentaires et les diffusent dans des planches de mode, donnant au châle une large influence. Par son exemple enthousiaste, le châle du cachemire acquiert alors le statut d'icône de mode à Paris. Les châles en cachemire convenaient bien aux Français, apportant la chaleur nécessaire, tout en ajoutant un intérêt visuel aux robes blanches françaises grâce au motif buta traditionnel en forme de larme et à des motifs floraux discrets. Ils deviennent un symbole du statut bourgeois français de la Restauration des Bourbons (1815-1848) au Second Empire français (1852-1870). En tant que marqueur de classe, ils répondaient aux goûts français du XIXe siècle parce qu'ils avaient l'air riche, présentaient une ornementation importante, des qualités artistiques et étaient fabriqués dans des matières premières coûteuses. Tout comme en Angleterre, ils acquièrent le statut de cadeaux de mariage. On décourageait les femmes célibataires de porter des châles du Cachemire car cela "laisserait croire aux gens qu'elles sont possédées d'un amour effréné du luxe et les priverait du plaisir de recevoir une telle parure d'un mari".

#### Dans l'Amérique duXIXesiècle

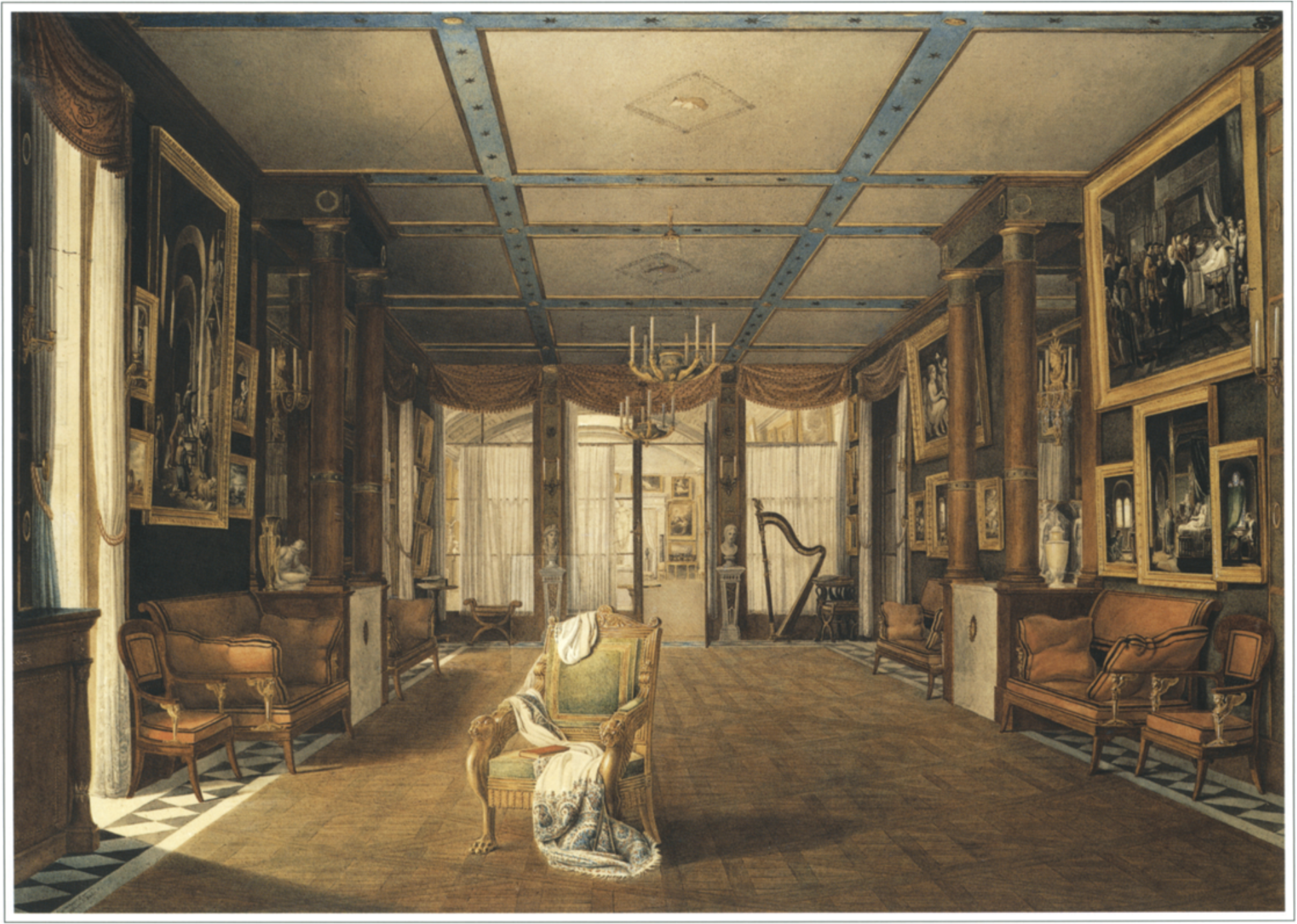
Un tableau du Château de Malmaison, résidence de l'Impératrice Joséphine ; un châle du Cachemire au motif buta caractéristique est drapé sur le fauteuil.

À peu près au moment où le châle du Cachemire devient à la mode en Grande-Bretagne, les femmes euro-américaines de la côte nord-est des États-Unis commencent à les porter. La mode du châle aux États-Unis suivit les tendances de la mode en Europe occidentale. Les châles ont été des cadeaux de vacances populaires tout au long des années 1860, et les châles d'Inde étaient considérés comme des achats judicieux en 1870. À la fin des années 1870, cependant, les imitations de châles commencent à éclipser les véritables châles indiens dans les publicités. Entre les années 1880 et la Première Guerre mondiale (1914-1918), les riches femmes européennes et euro-américaines commencent à utiliser des châles du Cachemire comme accessoires décoratifs sur les pianos plutôt sur elles-mêmes...